# 10. travnja
10. travnja (10. 4.) 100. je dan godine po gregorijanskom kalendaru (101. u prijestupnoj godini).
Do kraja godine ima još 265 dana.

## Događaji
- 1378. – bosanski kralj Tvrtko I. Kotromanić potvrdio Dubrovčanima trgovačke povlastice.
- 1864. – počela vladavina Maksimilijana I., meksičkoga cara.
- 1880. – iz Pule otkriven asteroid 216 Kleopatra.
- 1897. – izašao prvi broj časopisa: Starčevićanac: novine za hrvatski puk.
- 1912. – Britanski prekooceanski parobrod Titanic isplovio na svoje prvo putovanje.
- 1919. – Meksički revolucionarni vođa Emiliano Zapata ustrijeljen blizu Ciudad Ayale, Morelos.
- 1932. – Paul von Hindenburg ponovno izabran za predsjednika Njemačke, pobijedivši Adolfa Hitlera s 19 naprama 13 milijuna glasova.
- 1938. – na referendumu, organiziranom uz pritisak nacističke Njemačke, 99.75 posto Austrijanaca izjasnilo se za priključenje Njemačkoj.
- 1941. – proglašena Nezavisna Država Hrvatska.
- 1941. – Komunistička partija Jugoslavije donijela odluku u Zagrebu da komunisti nastave borbu protiv njemačkih okupatora bez obzira na raspad jugoslavenske vojske.
- 1944. – Sovjetske trupe u Drugom svjetskom ratu preuzele grad Odesu od Nijemaca.
- 1945. – Američke snage oslobodile sabirni logor Buchenwald.
- 1947. – Demonstrativni čin u Splitu: skupina hrvatskih proturežimskih političkih aktivista skinula zastavu s crvenom zvijezdom i izvjesila hrvatski barjak na vrhu Marjana.
- 1959. – Krunski princ Akihito, budući japanski car, oženio je Michiko, prvu pučanku oženjenu u japanskoj carskoj obitelji.
- 1963. – proglašen prvi Ustav Socijalističke Republike Crne Gore.
- 1992. – srpske snage okupirale Kupres.
- 1994. – NATO bombardirao srpske položaje u okolici Goražda.
- 1998. – Potpisan je sporazum iz Belfasta, glavni korak u sjevernoirskom mirovnom procesu.

| - 1512. – Jakov V., škotski kralj († 1542.) - 1583. – Hugo Grotius, nizozemski humanist († 1645.). - 1847. – Joseph Pulitzer, američki novinar i publicist († 1911.) - 1867. – George William Russell, irski revolucionar i umjetnik († 1935.) - 1870. – Ferdo Kovačević, hrvatski slikar († 1927.) - 1871. – Eduard Slavoljub Penkala, hrvatski izumitelj († 1922.) - 1877. – Alfred Kubin, austrijski crtač i grafičar († 1959.) - 1880. – Ivan Matetić Ronjgov, skladatelj, melograf i glazbeni pedagog († 1960.) - 1887. – Pavel Golia, slovenski pjesnik i dramatičar († 1959.). - 1887. – Bernardo Alberto Houssay, argentinski fiziolog i nobelovac († 1971.) - 1895. – Elena Aiello, talijanska redovnica († 1961.) - 1903. – Đuro Sudeta, hrvatski pjesnik i prozaist († 1927.) - 1922. – Vesna Parun, hrvatska književnica za djecu († 2010.) - 1923. – Anton Marti, hrvatski TV djelatnik († 2004.) - 1927. – Marshall W. Nirenberg, američki biokemičar i genetičar, nobelovac († 2010.) - 1929. – Max von Sydow, švedski glumac († 2020.) - 1931. – Luís de Almeida Cabral, prvi predsjednik Gvineje Bisau († 2009.) - 1932. – Omar Sharif, egipatski glumac († 2015.) - 1934. – Mirka Klarić, hrvatska operna pjevačica († 2022.) - 1951. – Steven Seagal, američki glumac i redatelj - 1951. – Ludvig Pavlović, hrvatski časnik († 1991.) - 1959. – Damir Muraja, hrvatski publicist i pionir računarstva - 1972. – Mario Stanić, hrvatski nogometaš - 1977. – Mladen Bartolović, bosanskohercegovački nogometaš | - 304. – Sveti Dujam, katolički svetac, solinski biskup - 879. – Luj II, kralj Francuske (* 846.) - 1585. – Grgur XIII., papa (* 1502.) - 1813. – Joseph-Louis Lagrange, talijanski matematičar i astronom (* 1736.) - 1904. – Izabela II., španjolska kraljica (* 1830.) - 1911. – Mikalojus Konstantinas Čiurlionis, litvanski slikar i skladatelj (* 1875.) - 1912. – Vatroslav Kolander, hrvatski orguljaš i skladatelj (* 1848.) - 1919. – Emiliano Zapata, meksički revolucionar (* 1879.) - 1931. – Halil Džubran, libanonski, maronitski, arapski i američki pjesnik (* 1883.) - 1955. – Pierre Teilhard de Chardin, francuski isusovac i znanstvenik (* 1881.) - 1956. – Božidar Širola, hrvatski skladatelj i etnomuzikolog (* 1889.) - 1962. – Michael Curtiz, američko-mađarski filmski redatelj (* 1886.) - 1966. – Evelyn Waugh, britanski književnik (* 1903.) - 1979. – Nino Rota, talijanski skladatelj filmske glazbe - 1982. – Bernard Hügl, hrvatski nogometaš (* 1908.) - 1992. – Sam Kinison, američki glumac i komičar (* 1953.) - 1992. – Andrija Marić, hrvatski vojni zapovjednik u Domovinskom ratu i u ratu u BiH - 2010. – Lech Kaczyński, poljski državnik (* 1949.) - 2010. – Dixie Carter, američka glumica (* 1939.) - 2013. – Robert Edwards, engleski fiziolog i nobelovac (* 1925.) - 2014. – Sue Townsend, engleska književnica (* 1946.) |

## Blagdani i spomendani
- Svjetski dan homeopatije